# Some Honeymoon
Some Honeymoon è un cortometraggio muto del 1916 sceneggiato e diretto da Al E. Christie.

## Produzione
Il film fu prodotto dalla Nestor Film Company.

## Distribuzione
Distribuito dall'Universal Film Manufacturing Company, il film - un cortometraggio di una bobina - uscì nelle sale cinematografiche degli Stati Uniti il 14 aprile 1916.